# Diazotrophie
Diazotrophie nennt man das Wachstum von Lebewesen mit elementarem, molekularem Stickstoff (N2) als Stickstoffquelle. Bisher ist Diazotrophie ausschließlich bei prokaryotischen Organismen bekannt. Grundlage ist die sogenannte Stickstofffixierung. Sie besteht in einer enzymatischen Reduktion von N2 zu Ammoniak (NH3).

## Ökologische Bedeutung

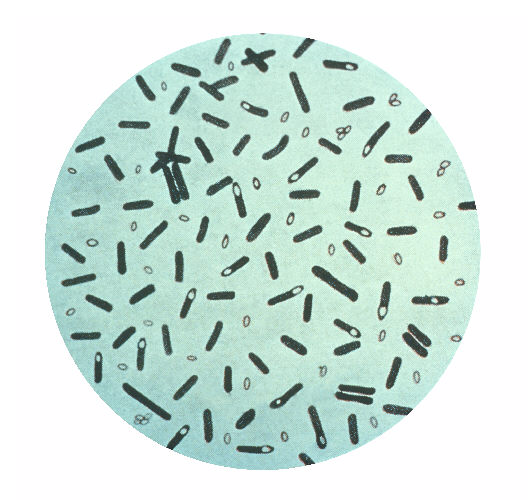
Clostridien gehören zu den stickstofffixierenden Bakterien.

Es gibt sowohl freilebende (z. B. Azotobacter und Clostridium) als auch symbiotisch lebende Stickstofffixierer (Rhizobium, Frankia); die symbiotischen leben häufig in und an den Wurzeln höherer Pflanzen. Sie stellen den fixierten Stickstoff in Form von Ammoniumionen (NH4+) zur Proteinbiosynthese und zur Synthese anderer N-haltiger Körperbestandteile zur Verfügung und erhalten im Gegenzug Kohlenstoffverbindungen als Energiequelle für die Stickstofffixierung und ihr Wachstum.
Den Knöllchenbakterien der Gattung Rhizobium kommt aufgrund ihrer Verbreitung und Stickstoffbindungskapazität die quantitativ höchste Bedeutung zu. Sie leben meist in Symbiose mit Pflanzen der Familie Fabaceae (Schmetterlingsblütler, Leguminosen). In der Landwirtschaft werden Erbse und Ackerbohne zur Bodenverbesserung gern entweder in Mischkultur mit anderen Feldfrüchten angebaut, oder in die Fruchtfolge eingebaut. Luzerne wird als Gründüngung oder als Viehfutter genutzt.
Weniger bekannt, aber sehr wichtig ist die Symbiose von stickstofffixierenden Cyanobakterien mit dem Algenfarn für den Reisanbau, und die Stickstoffbindung durch Aktinomyzeten der Gattung Frankia in vielen Sträuchern und Bäumen, wie der Erle und dem Sanddorn.
Durch die Fähigkeit zur Stickstofffixierung kommt diazotrophen Pflanzen eine zentrale Rolle bei der primären Sukzession terrestrischer Habitate zu, da die Anreicherung mit pflanzenverfügbarem Stickstoff durch atmosphärischen Eintrag nur sehr langsam verläuft. So war die auch heute noch auf Moränenschutt vorkommende Silberwurz im späteiszeitlichen Europa sehr weit verbreitet. Eine weitere typische diazotrophe Pionierpflanze ist die Grün-Erle. Eine rezente Sukzessionsfolge auf einer Gletschermoräne mit Dryas und Erle kann im Glacier Bay National Park in US-Staat Alaska beobachtet werden. Die Dünen tropischer Inseln werden oft früh von Casuarina besiedelt.

## Chemismus
Der N2-Fixierungsprozess erfordert den Einsatz von Energie in Form von Adenosintriphosphat (ATP) und eines Reduktionsmittels in Form von NADPH, sowie spezifische Enzyme. Bei Knöllchenbakterien ist das Zusammenspiel von mindestens drei Enzymsystemen erforderlich:
1. Nitrogenase; Mo-Fe-S haltiger Enzymkomplex aus Dinitrogenase und Dinitrogenase-Reduktase
2. Leghämoglobin; Hämoglobinähnlicher Farbstoff mit O2-Schutzfunktion für die Nitrogenase
3. Ferredoxin; Elektronentransporter

Das von der Nitrogenase gebildete NH4+ wird unter weiterem ATP- und NADPH-Verbrauch durch Aminotransferasen zur Synthese von Aminosäuren verwendet.
α-Ketoglutarat → Glutaminsäure → Glutamin
Asparaginsäure kann auch als Akzeptor dienen, das Endprodukt ist dann Asparagin.